# Odo patricius
Odo patricius es una especie de araña del género Odo, familia Xenoctenidae. Fue descrita científicamente por Simon en 1900.
Habita en Chile.